# Antimima insidens
Antimima insidens là một loài thực vật có hoa trong họ Phiên hạnh. Loài này được (L.Bolus) Chess. mô tả khoa học đầu tiên năm 2001.